# 李純恩
李純恩（英語：Benny Li，1956年12月30日—），香港作家，著有小說、散文、飲食評論書籍及在報章上撰寫專欄。曾在電視台主持旅遊及飲食節目，另外，在旅遊旺季，李純恩亦有為旅行團帶團。其最爲人熟悉的是額前的一小撮白髮。二舅為上海已故琵琶演奏家屠偉剛（1944-2013）。

## 背景
李純恩生於上海，在盧灣區成長，父親是一名印尼華僑。李早年就讀盧灣區第一中心小學（現名上海市黃浦區盧灣一中心小學）和上海市第二十二中學（現址改為上海市第十二中學）。入讀小學三年級時遇上文化大革命而停學。於1979年與妹妹來到香港謀生。初時在電子工廠修理工作，後來應徵當《香港周刊》記者，再轉為作家，期從事報刊採編工作，1981年起至1982年曾任《香港周刊》記者。1982年至1984年任清雅周刊採訪主任，1984年升任城市周刊總編輯。直至1991年，他轉職明報副刊編輯主任。1995年離開後成為成報副刊編輯顧問，2001年離職。
此外，李純恩曾擔任多個電台節目的主持，包括香港電台的《開心新航線》、《南北樂逍遙》、《財富人生一百分》、商業電台的《李純恩會客室》和新城電台的《花式雙人插嘴》。也曾擔任多個電視節目的主持，包括台視《甄妮會客室》、鳳凰衛視《鏘鏘三人行》、陽光衛視《茶館論風騷》、香港無線電視《和味無窮》、香港無線電視《李純恩大食遊》、中國大陸江蘇衛視《星廚駕到》。現時在蘋果日報及頭條日報撰寫生活及飲食專欄。李純恩第一次出鏡是在1986年電影《玫瑰的故事》主題曲《最後的玫瑰》的音樂影片中，擔任男主角。

## 作品

### 散文/散文集
- 《食．色》（ISBN 9789621781512）
- 1988年初版，《天地良心》
- 1989年初版，《猴的傳人》
- 1990年1月初版，《凡夫俗眼》（ISBN 9789623571821）
- 1990年9月初版，《過期春藥》
- 1992年4月初版，《亂拋媚眼》（ISBN 9789623574280）
- 1996年2月初版，《好色之徒》（ISBN 9789623577342）
- 1997年9月初版，《一般性騷擾》（ISBN 9789621747099）
- 1997年11月初版，《吃他萬般情》（ISBN 9789621747143）
- 1998年4月初版，《逍遙無疆界》（ISBN 9789621748041）
- 1998年6月初版，《無慾不歡》（ISBN 9789625770949）
- 1999年初版，《中門大開》
- 1999年2月初版，《純情話》（ISBN 9789621749017）
- 1999年6月初版，《我家大債主》（ISBN 9789621749239）
- 1999年7月初版，《純閒話》（ISBN 9789621748072）
- 2000年初版，《讓你笑到床底下》（ISBN 9789621780430）
- 2001年2月初版，《生命中的紅燒肉》（ISBN 9789621782663）
- 2001年12月初版，《人與野獸的距離》（ISBN 9789621784223）
- 2002年1月初版，《香港人你怕什麼》（ISBN 9789621784322）
- 2002年7月初版，《吃四方》（ISBN 9789628669134）
- 2002年7月初版，《遊四海》（ISBN 9789628669127）
- 2003年7月初版，《董建華思考藝術》（ISBN 9789621786234）
- 2003年7月初版，《又說閒話了》（ISBN 9789621786470）
- 2004年6月初版，《逍遙遊記》（ISBN 9789621788160）
- 2004年10月初版，《香港人你要學好》（ISBN 9789621788474）
- 2005年7月初版，《情慾笑話》（ISBN 9789889841072）
- 2009年6月初版，《好好吃一頓》（ISBN 9789888026579）
- 2009年6月初版，《好好過日子》（ISBN 9789888026562）
- 2010年7月初版，《還是好好過日子》（ISBN 9789888027965）
- 2001年7月初版，《李純恩吃在上海》（ISBN 9789621783257）
- 2001年10月初版，《李純恩吃在北京》（ISBN 9789621783967）
- 2002年3月初版，《李純恩吃在港澳》（ISBN 9789621784438）
- 2002年7月初版，《李純恩又吃在上海》（ISBN 9789621784667）
- 2003年1月初版，《李純恩吃在日本》（ISBN 9789621785503）
- 2005年6月初版，《李純恩吃在香港》（ISBN 9789621789242）

### 兒童讀物
- 2001年11月初版，《奇妙的旅程》（ISBN 9789620088650）
- 2001年11月初版，《神奇溫習法》（ISBN 9789620088636）
- 2002年3月初版，《幪頭小孩》（ISBN 9789620093500）
- 2002年3月初版，《洋洋與太空艙》（ISBN 9789620089671）
- 2011年4月初版，《神奇的地球儀》（ISBN 9789620088643）

### 攝影遊記
- 2007年7月初版，《天下遊》（ISBN 9789621791313）
- 2007年7月初版，《日本遊》（ISBN 9789621793522）
- 2008年7月初版，《澳紐天地遊》（ISBN 9789628993611）
- 2010年7月初版，《相集－－燕子溝》（ISBN 9789888027972）
- 2011年4月初版，《一方水土》（ISBN 9789888082179）

### 小說
- 1991年1月初版，《小小一個小女人》（ISBN 9789576301056）
- 1997年8月初版，《懶蕩娘娘》（ISBN 9789621737700）
- 1998年3月初版，《珊瑚墜》（ISBN 9789621737403）
- 1998年6月初版，《天道狙擊》（ISBN 9789621738295）
- 1999年7月初版，《白頭翁》（ISBN 9789621739230）
- 《女人．狼．沒完沒了》（ISBN 9789621781529）
- 2003年7月初版，《愛在瘟疫難捨時》（前名：張大明非禮事件）（ISBN 9889720434）
- 2009年6月初版，《最是瘟疫難捨時》（ISBN 9789888026821）
- 2008年7月初版，《黑社會爸爸》（電影一個好爸爸的原著）（ISBN 9789628994618）

## 電影

### 演出
- 1991年：《表姐，妳好嘢！續集》
- 1994年：《表姐，妳好嘢！4之情不自禁》
- 1995年：《戴綠帽的女人》
- 1996年：《三個受傷的警察》
- 1996年：《攝氏32度》
- 1996年：《港督最後一個保鑣》
- 1997年：《97家有囍事》
- 1997年：《天才與白痴》
- 1997年：《對不起，多謝你》
- 2000年：《天有眼》
- 2001年：《頭號人物》
- 2001年：《7號差館》飾 Paul
- 2002年：《慳錢家族》飾 監製
- 2003年：《豪情》
- 2007年：《兄弟》飾 雷公
- 2015年：《赤道》

### 編劇
- 2000年：《天有眼》

### 故事
- 2000年：《天有眼》
- 2008年：《一個好爸爸》

## 綜藝節目
- 2001-2002年：《名人蒲點食名菜》
- 2006年：《和味無窮》
- 2012年：《李純恩大食遊》
- 2014-2015年：《星廚駕到》评委
- 2018年：《李純恩世界奇影》